# اونجكن فلهام
اونجكن فلهام (بالألمانية: Wilhelm Oncken)‏ مؤرخ ألماني شهير ولد (1835 -1905) علم في جامعه جيست في 1866 كان يعد التاريخ وسيله للتربيه السياسية القومية وعنى بتاريخ الدولة الروسية وتوحيد ألمانيا حرر بالاشتراك مع كثيرين من المؤرخين كتاب ((تاريخ العالم في اطواره الخاصة)) (45 مجلد 1879 -1893)الذي كان يوجد في مكتبه كل اسره المانيه تقريباً وكتب اونجكن الاجزاء الخاصة بعصر فريدرك الأكبر وعصر الثورة الفرنسية وامبراطوريه نابليون وحروب التحرير.